# 普罗瓦廖瓦尔萨比亚
普罗瓦廖瓦尔萨比亚（義大利語：Provaglio Val Sabbia），是意大利布雷西亚省的一个市镇。总面积14平方公里，人口971人，人口密度69.4人/平方公里（2009年）。国家统计（ISTAT）代码为017157。